# Brauerei Leikeim

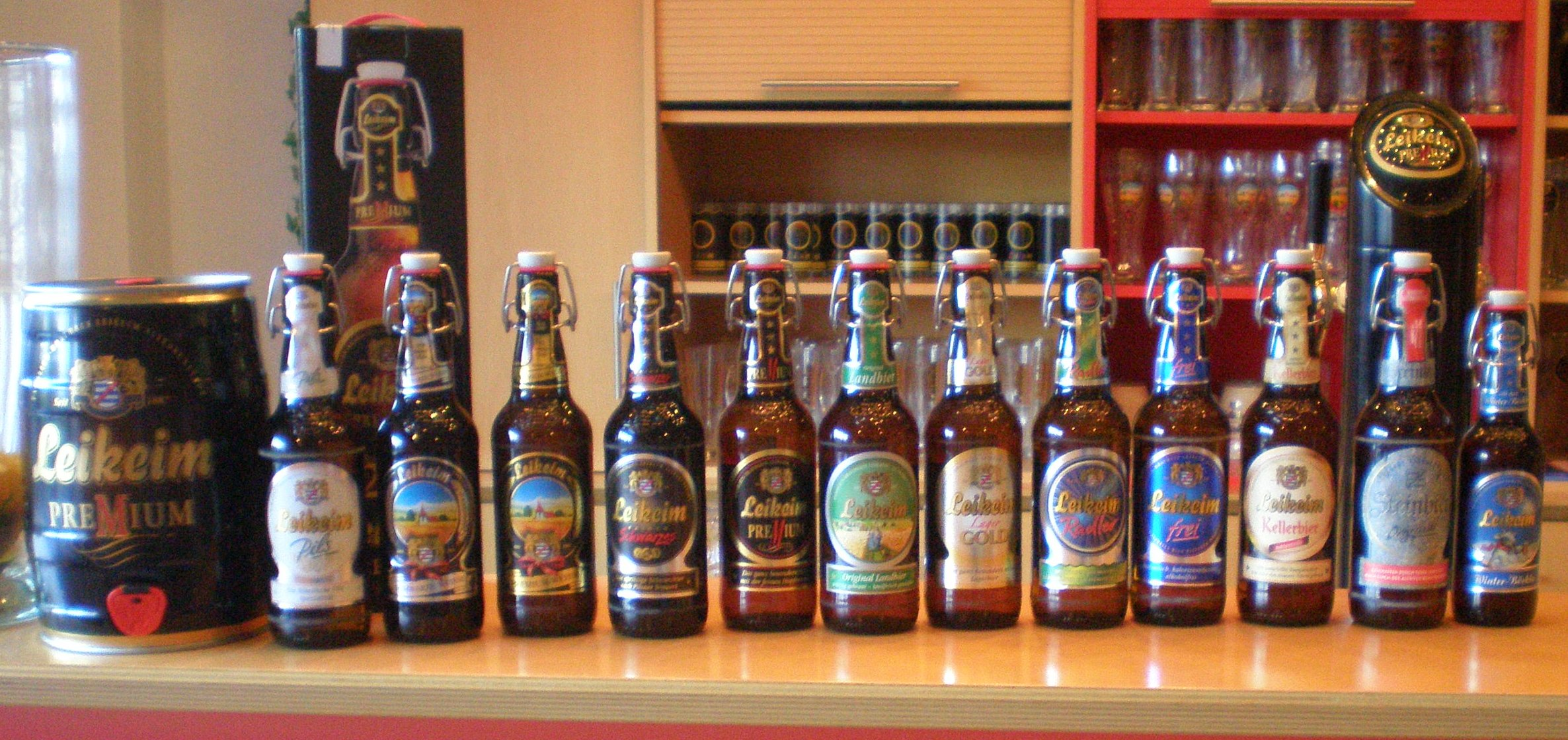
Biersortiment (Altes Design)

Das Brauhaus Altenkunstadt Andreas Leikeim  GmbH & Co KG ist eine Brauerei in Familienbesitz im oberfränkischen Altenkunstadt. Sie wird in der fünften Generation von Andreas Leikeim geleitet.
Das Familienunternehmen wurde 1887 vom Metzgermeister und Wirt Johann Leikeim gegründet. Pro Jahr werden über 300.000 Hektoliter Bier gebraut.
Die Brauerei gehört den Freien Brauern an.

## Sorten
Alle Produkte, auch die Limonaden und Fruchtsäfte, werden in Flaschen mit Bügelverschluss abgefüllt. Für den Export wird Bier auch in 0,5l Dosen abgefüllt.
Zum Sortiment des Unternehmens gehören folgende Biersorten:
- Premium Pils
- Pils[5]
- Landbier
- Kellerbier
- Helle Weiße
- Fränkischer Urstoff
- Hell
- Steinbier
- Frei
- Weiße Alkoholfrei
- Radler
- Wintertraum (Wird nur im Winter gebraut)
- Winterböckla (Wird ebenfalls nur im Winter gebraut)
- Verschiedene saisonale Biere

Alkoholfreie Getränke:
- Silber (Zitronen-Limonade)
- C-Orange (Orangenlimonade)
- Cola-Mix
- Tafelwasser[7]

Außerdem:
- Bieressig (nicht im Einzelhandel erhältlich – nur zu besonderen Anlässen wie dem Brauereifest)[6]

## Auszeichnungen
- Steinbier wurde 2009 „Bier des Monats Mai“ und 2010 „Bier des Jahres“ des ProBier Clubs[8]

## Bilder

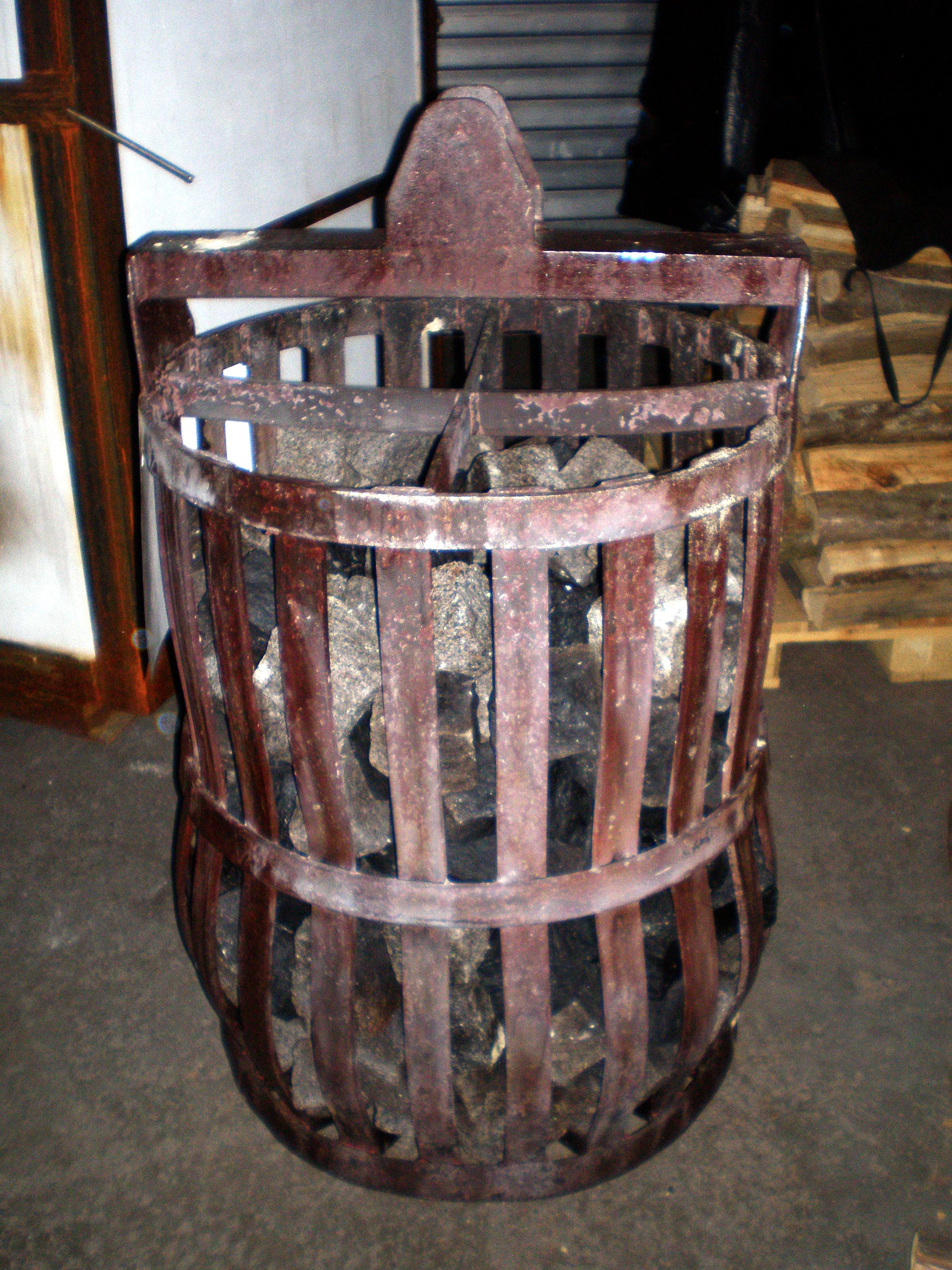
Steinkorb für das Steinbierbrauverfahren
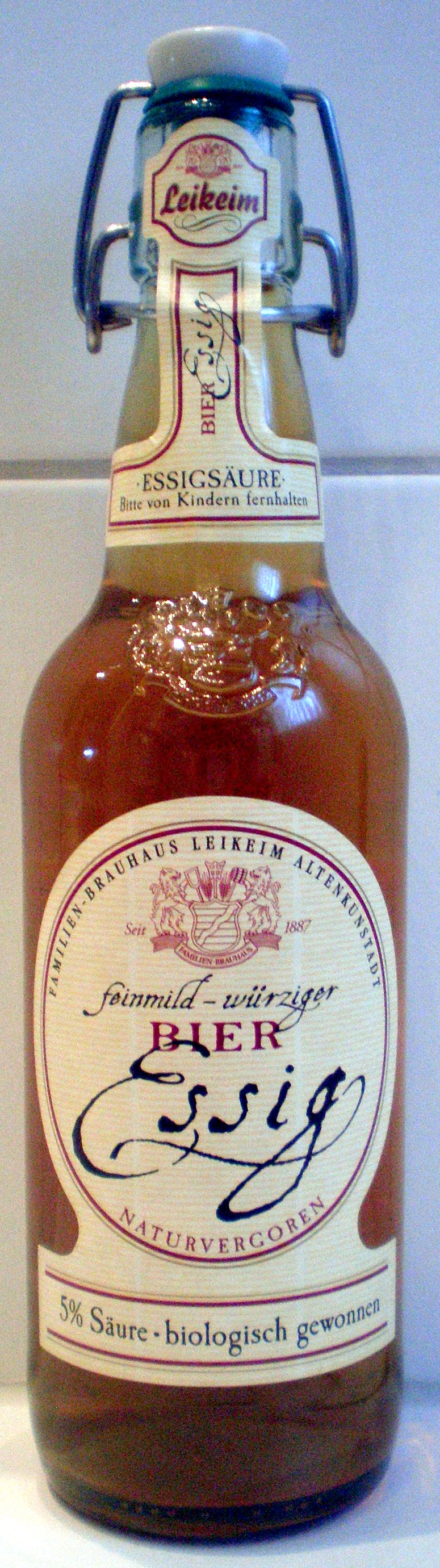
Bieressig
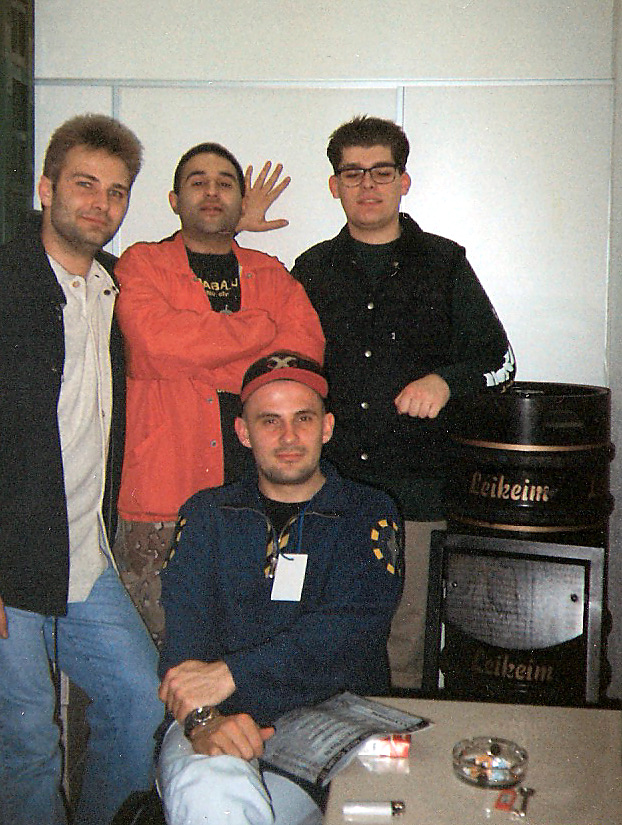
Keg für die Gastronomie, in der Mitte: WestBam